# Detlef Schnier
Detlef Schnier (* 5. August 1956 in Brackwede, heute Bielefeld) ist ein ehemaliger deutscher Fußballspieler. Der Abwehrspieler war für den VfL Osnabrück, Arminia Bielefeld und den 1. FC Saarbrücken aktiv.

## Laufbahn
Schnier begann seine Karriere bei der SV Brackwede. Über den SVA Gütersloh wechselte er 1978 zum VfL Osnabrück und gab in der Saison 1978/79 sein Profidebüt beim Zweitligisten. 1979 wechselte er zu Arminia Bielefeld und schaffte gleich in der ersten Saison den Aufstieg in die Bundesliga. Nachdem er 1983 und 1984 mit seiner Mannschaft jeweils Achter wurde, stieg die Mannschaft 1985 nach den verlorenen Relegationsspielen gegen den 1. FC Saarbrücken ab. Schnier wechselte daraufhin zum 1. FC Saarbrücken, kam dort aber nur selten zum Einsatz und stieg erneut aus der Bundesliga ab. Schließlich kehrte Schnier nach Bielefeld zurück. Als die Arminia 1988 auch aus der 2. Bundesliga abstieg, beendete er seine Karriere.
Schnier bestritt 158 Bundesligaspiele (zwei Tore) und 69 Zweitligaspiele (ein Tor).